# Lorraine De Selle
Lorraine De Selle (Milano, 13 agosto 1951) è un'attrice, produttrice televisiva e sceneggiatrice italiana con cittadinanza australiana naturalizzata francese.

## Biografia
È nata a Milano da padre francese e madre australiana. Ha vissuto in Italia fino ai 16 anni (1968), quando, a seguito della morte dei genitori, si è trasferita in Australia. È rimasta in Australia fino al 1975; in seguito, finita la scuola, è andata a lavorare come reporter per un giornale per tre anni. Successivamente per due anni ha curato una rubrica televisiva per una rivista australiana.
Inizia a fare l'attrice nel 1976: la sua popolarità in Italia è dovuta soprattutto alla sua partecipazione a pellicole cult quali Cannibal Ferox e La casa sperduta nel parco. Oltre all'attività di attrice, Lorraine De Selle si è dedicata alla produzione di importanti serie televisive come Carabinieri (68 episodi dal 2002 al 2008) e altri film cinematografici meno noti al pubblico tra i quali il film sulla Rivoluzione cubana: L'oro di Cuba e Al di là del lago (film tv). Nel 1978 ha posato nuda per l'edizione italiana di Playboy.
Ha fondato con Gianni Hecht Lucari la Junior Film International, con la quale ha prodotto: Linda e il brigadiere, cinque puntate di Piazza di Spagna, quattro puntate di La famiglia Ricordi, quattro puntate di Rally, il film Un'australiana a Roma (con Nicole Kidman), i film tv David e David e In punta di cuore (con Maria Grazia Cucinotta). Le realizzazioni più recenti sono prodotte da Lorraine de Selle e Micol Pallucca per la Fidia Film.

## Filmografia

### Attrice

#### Cinema
- Noi siam come le lucciole, regia di Giulio Berruti (1976)
- KZ9 - Lager di sterminio, regia di Bruno Mattei (1977)
- Emanuelle in America, regia di Joe D'Amato (1977)
- Il ginecologo della mutua, regia di Joe D'Amato (1977)
- Nero veneziano, regia di Ugo Liberatore (1978)
- Dove vai in vacanza?, regia di Mauro Bolognini, Luciano Salce e Alberto Sordi (1978)
- Tre sotto il lenzuolo, regia di Michele Massimo Tarantini e Domenico Paolella (1979)
- La liceale seduce i professori, regia di Mariano Laurenti (1979)
- Una donna di notte, regia di Nello Rossati (1979)
- Viaggio con Anita, regia di Mario Monicelli (1979)
- Gardenia il giustiziere della mala, regia di Domenico Paolella (1979)
- I contrabbandieri di Santa Lucia, regia di Alfonso Brescia (1979)
- La casa sperduta nel parco, regia di Ruggero Deodato (1980)
- Vacanze per un massacro - Madness, regia di Fernando Di Leo (1980)
- Cannibal Ferox, regia di Umberto Lenzi (1981)
- Storia senza parole, regia di Biagio Proietti (1981)
- Violenza in un carcere femminile, regia di Bruno Mattei (1982)
- Blade Violent - I violenti, regia di Bruno Mattei (1983)
- Wild Beasts - Belve feroci, regia di Franco Prosperi (1984)

#### Televisione
- Il ritorno di Simon Templar (Return of the Saint) – serie TV, episodio 1x18 (1979)
- Un uomo da ridere – miniserie TV (1980)
- Sam & Sally (Sam et Sally) – serie TV (1980)
- Ophiria – serie TV (1983)
- Il santo – serie TV (1984)
- Caccia al ladro d'autore – serie TV (1985)
- Rally – miniserie TV (1988)

### Produttrice
- Nessuno torna indietro (1987)
- In punta di cuore (1999)
- Carabinieri (2002-2003)
- Carabinieri - Sotto copertura (2005)
- La sacra famiglia (2006)
- Un dottore quasi perfetto (2007)
- L'oro di Cuba (2009)
- Al di là del lago (2009)
- Angeli e diamanti (2011)

### Sceneggiatrice
- Un'australiana a Roma, regia di Sergio Martino (1987)

## Doppiatrici italiane
- Vittoria Febbi in La liceale seduce i professori
- Serena Verdirosi in Vacanze per un massacro - Madness, La casa sperduta nel parco
- Maria Pia Di Meo in Cannibal Ferox